# Into the Unknown (álbum de Bad Religion)
Into the Unknown es el segundo álbum de estudio de Bad Religion. Fue lanzado al mercado en 1983 por Epitaph Records y es el disco más alternativo de la banda, ya que introducen nuevos sintetizadores y teclados dando un sonido más progresivo y bastante alejado del punk rock que podía escucharse en el disco debut de la banda californiana, How Could Hell Be Any Worse?, lanzado un año antes.
Fueron precisamente esos cambios en el sonido de la aún joven banda los que provocaron el aluvión de críticas de su legión de seguidores, que los acusaron de vendidos tras el relativo éxito que alcanzaron con su primer álbum. Además, ya se habían producido cambios en la banda, ya que en el anterior disco trabajó el batería original de la banda, Jay Ziskrout, pero solo en algunas canciones. En el resto, Pete Finestone se encargó de grabar las demás.
El álbum, en cuanto a ventas, fue todo un fracaso. Sólo se produjeron y distribuyeron 10 000 copias de este álbum, pero muchas de ellas fueron devueltas a los almacenes de Epitaph. El disco, actualmente, se encuentra fuera de mercado y rara vez es mencionado por algún miembro de la banda. En los conciertos de Bad Religion rara vez han tocado alguna de las canciones de este disco. Aunque en las últimas actuaciones si se puede escuchar con cierta frecuencia algún tema de este polémico disco. En cuanto a la crítica, realmente hubo para todos los gustos. Pero casi todo el mundo coincidió unánimemente en que era un "guiño" al rock progresivo de los años 70 y al rock estadio característico de bandas como Boston o Yes.

## Listado de canciones
| Cara A |                          |              |          |  |
| N.º    | Título                   | Escritor(es) | Duración |  |
| 1.     | «It's Only Over When…»   | Graffin      | 3:36     |  |
| 2.     | «Chasing the Wild Goose» | Gurewitz     | 2:50     |  |
| 3.     | «Billy Gnosis»           | Gurewitz     | 3:31     |  |
| 4.     | «Time and Disregard»     | Graffin      | 7:03     |  |

| Cara B |                     |              |          |  |
| N.º    | Título              | Escritor(es) | Duración |  |
| 5.     | «The Dichotomy»     | Gurewitz     | 4:52     |  |
| 6.     | «Million Days»      | Graffin      | 3:47     |  |
| 7.     | «Losing Generation» | Graffin      | 3:37     |  |
| 8.     | «…You Give Up»      | Graffin      | 2:55     |  |

## Créditos
- Greg Graffin - cantante, sintetizador, piano, guitarra acústica
- Brett Gurewitz - guitarra, guitarra acústica, coros
- Paul Dedona - bajo
- Davy Goldman - batería